# Магуайр, Тоби
То́биас Ви́нсент Магуайр (англ. Tobias Vincent Maguire; род. 27 июня 1975) — американский актёр и кинопродюсер. Наиболее известен ролью главного героя из трилогии Сэма Рэйми о Человеке-пауке (2002—2007). Эту роль он позже повторил в фильме «Человек-паук: Нет пути домой» (2021) и установил мировой рекорд Гиннесса как «исполнитель самой продолжительной роли супергероя Marvel в кино».
Среди других его фильмов — «Плезантвиль» (1998), «Погоня с дьяволом» (1999), «Правила виноделов» (1999), «Вундеркинды» (2000), «Фаворит» (2003), «Хороший немец» (2006), «Братья» (2009) и «Великий Гэтсби» (2013).
Он получил две премии «Сатурн», в том числе одну за лучшую мужскую роль. Магуайр основал свою собственную продюсерскую компанию в 2012 году под названием Material Pictures и в том же году стал сопродюсером Good People. В 2014 году он выступил продюсером и снялся в роли Бобби Фишера в фильме «Жертвуя пешкой».

## Ранние годы
Родился в Санта-Монике, штат Калифорния, в семье бывшей секретарши Уэнди (урождённой Браун) и строителя Винсента Магуайра.

## Карьера
Дебют на телеэкранах состоялся в 1989 году в фильме «Волшебник», где он исполнил короткую немую роль безымянного мальчика. С того же времени начинает сниматься в различных эпизодических ролях в различных телесериалов, где в то же время на одном из кастингов знакомится с начинающим актёром Леонардо Ди Каприо, с которым у него сразу завязывается дружба, во время которой они создают неформальный договор о помощи друг другу на телевидении/кино и вместе с этим начинают совместно ходить на одни и те же кастинги вместе. В конце 80-х и начале 90-х годов Магуайр также снимался рекламе брендов: Atari Lynx, McDonald’s и Doritos, последняя из которых стала мемом на фоне популярности актёра в 2002 году. В 1993 году исполнил небольшую роль в фильме «Жизнь этого парня» которую он получил благодаря Ди Каприо.
На актёра обратили внимание после драмы Энга Ли «Ледяной ветер» (1997), а в 1998 году он снялся в эпизодической роли автостопщика в фильме «Страх и ненависть в Лас-Вегасе». Затем последовали удачные работы в картинах «Плезантвиль» (1998), «Правила виноделов» (1999) и «Вундеркинды» (2000).
Известным Магуайр стал после того, как в 2002 году снялся в фильме «Человек-паук», исполнив заглавную роль. В 2004 году последовало продолжение — фильм «Человек-паук 2». В 2007 году вышел «Человек-паук 3: Враг в отражении», заработавший в прокате больше всего денег. Сначала Магуайр отказывался сниматься в третьей части, и роль планировали отдать Джейку Джилленхолу, с которым Тоби впоследствии снялся в фильме «Братья».
Магуайр вернулся на большой экран после семилетнего перерыва в фильме «Человек-паук: Нет пути домой», где повторил роль Питера Паркера из альтернативной вселенной. Тоби также появился в фильме Дэмьена Шазелла «Вавилон», в котором он выступил и как актёр, и как исполнительный продюсер.

## Личная жизнь
В 2003 году Магуайр начал встречаться с дизайнером ювелирных украшений Дженнифер Мейер. Они поженились в сентябре 2007 года. В ноябре 2016 года Магуайр и Мейер объявили о расставании. В октябре 2020 года Мейер подала на развод. У них есть двое детей — дочь Руби Свитхарт Магуайр (род. 2006) и сын Отис Тобиас Магуайр (род. 2009).

## Фильмография
| Год  |     | Русское название                                | Оригинальное название                               | Роль                              |
| ---- | --- | ----------------------------------------------- | --------------------------------------------------- | --------------------------------- |
| 1989 | ф   | Волшебник                                       | The Wizard                                          | приспешник Лукаса                 |
| 1989 | тф  | Родни Дэнжерфилд: Открывая ночь во дворце Родни | Rodney Dangerfield: Opening Night at Rodney's Place | мальчик                           |
| 1990 | тф  | Байки от Вуп                                    | Tales from the Whoop: Hot Rod Brown Class Clown     | горячий Род Браун                 |
| 1990 | с   | Девятиметровый                                  | 1st & Ten                                           | Чад                               |
| 1991 | с   | Блоссом                                         | Blossom                                             | мальчик                           |
| 1991 | с   | Мистический городок Эйри в Индиане              | Eerie, Indiana                                      | Трипп Макконнелл                  |
| 1991 | с   | Розанна                                         | Roseanne                                            | Джефф                             |
| 1991 | с   | Джейк и толстяк                                 | Jake and the Fatman                                 | Терри Фицрой                      |
| 1992 | с   | Главный госпиталь                               | General Hospital                                    | Фрэнки Тейлор/Тодд Брайант        |
| 1992 | с   | Великий Скотт!                                  | Great Scott!                                        | Скотт Мелрод                      |
| 1993 | ф   | Жизнь этого парня                               | This Boy’s Life                                     | Чак Болджер                       |
| 1994 | тф  |                                                 | Spoils of War                                       | Мартин                            |
| 1994 | с   | Крутой Уокер: Правосудие по-техасски            | Walker, Texas Ranger                                | Дэнни Парсонс                     |
| 1994 | ф   | Месть Красного Барона                           | Revenge of the Red Baron                            | Джимми Спенсер                    |
| 1994 | ф   | Японский городовой                              | S.F.W.                                              | Эл                                |
| 1994 | ф   | Целитель                                        | Healer                                              | подросток                         |
| 1994 | тф  | Детский крик о помощи                           | A Child's Cry for Help                              | Питер Лайвли                      |
| 1995 | ф   | Магазин «Империя»                               | Empire Records                                      | Андре                             |
| 1995 | кор | Герцог Грув                                     | Duke of Groove                                      | Рич Купер                         |
| 1996 | тф  | Соблазнённый безумием                           | Seduced by Madness                                  | Чак Борчардт                      |
| 1996 | ф   | Радостная поездка                               | Joyride                                             | Джей Ти                           |
| 1997 | ф   | Ледяной ветер                                   | The Ice Storm                                       | Пол Худ                           |
| 1997 | ф   | Разбирая Гарри                                  | Deconstructing Harry                                | Харви Стерн                       |
| 1998 | ф   | Плезантвиль                                     | Pleasantville                                       | Дэвид Вагнер / Бад Паркер         |
| 1998 | ф   | Страх и ненависть в Лас-Вегасе                  | Fear and Loathing in Las Vegas                      | Автостопщик                       |
| 1999 | ф   | Правила виноделов                               | The Cider House Rules                               | Гомер Уэллс                       |
| 1999 | ф   | Погоня с дьяволом                               | Ride with the Devil                                 | Джейк Родел                       |
| 2000 | ф   | Вундеркинды                                     | Wonder Boys                                         | Джеймс Лир                        |
| 2001 | ф   | Кафе «Донс Плам»                                | Don’s Plum                                          | Иэн                               |
| 2001 | ф   | Кошки против собак                              | Cats & Dogs                                         | Лу                                |
| 2002 | ф   | Человек-паук                                    | Spider-Man                                          | Питер Паркер / Человек-паук       |
| 2002 | ки  |                                                 | Spider-Man                                          | Питер Паркер / Человек-паук       |
| 2003 | ф   | Фаворит                                         | Seabiscuit                                          | Джон Поллард / Рыжий              |
| 2004 | ф   | Человек-паук 2                                  | Spider-Man 2                                        | Питер Паркер / Человек-паук       |
| 2004 | ки  |                                                 | Spider-Man 2                                        | Питер Паркер / Человек-паук       |
| 2006 | ф   | Хороший немец                                   | The Good German                                     | Талли                             |
| 2007 | ф   | Человек-паук 3: Враг в отражении                | Spider-Man 3                                        | Питер Паркер / Человек-паук       |
| 2007 | ки  |                                                 | Spider-Man 3                                        | Питер Паркер / Человек-паук       |
| 2008 | ф   | Солдаты неудачи                                 | Tropic Thunder                                      | камео                             |
| 2009 | ф   | Братья                                          | Brothers                                            | Сэм Кэхилл                        |
| 2009 | кор | Вне границ                                      | Beyond All Boundaries                               | рядовой Джордж Стрэнг             |
| 2011 | ф   | Детали                                          | The Details                                         | Джефф                             |
| 2013 | ф   | Великий Гэтсби                                  | The Great Gatsby                                    | Ник Каррауэй                      |
| 2013 | ф   | День труда                                      | Labor Day                                           | старший Генри Уилер               |
| 2014 | с   | Трофеи Вавилона                                 | The Spoils of Babylon                               | Девон Морхаус                     |
| 2014 | ф   | Жертвуя пешкой                                  | Pawn Sacrifice                                      | Бобби Фишер                       |
| 2017 | мф  | Босс-молокосос                                  | The Boss Baby                                       | Тим в зрелом возрасте, рассказчик |
| 2021 | ф   | Человек-паук: Нет пути домой                    | Spider-Man: No Way Home                             | Питер Паркер / Человек-паук       |
| 2022 | ф   | Вавилон                                         | Babylon                                             | Джеймс Маккей                     |
| 2023 | с   | Экстраполяции                                   | Extrapolations                                      | Ник                               |
| 2023 | мф  | Человек-паук: Паутина вселенных                 | Spider-Man: Across the Spider-Verse                 | Питер Паркер / Человек-паук       |

## Награды и номинации
| Премия                          | Год  | Категория                              | Работа            | Результат |
| ------------------------------- | ---- | -------------------------------------- | ----------------- | --------- |
| «Золотой глобус»                | 2010 | Лучшая мужская роль — драма            | Братья            | Номинация |
| «Сатурн»                        | 1999 | Лучший молодой актёр или актриса       | Плезантвиль       | Победа    |
| «Сатурн»                        | 2003 | Лучший киноактёр                       | Человек-паук      | Номинация |
| «Сатурн»                        | 2005 | Лучший киноактёр                       | Человек-паук 2    | Победа    |
| «Сатурн»                        | 2010 | Лучший киноактёр                       | Братья            | Номинация |
| «Империя»                       | 2005 | Лучший актёр                           | Человек-паук 2    | Номинация |
| Общество кинокритиков Финикса   | 2001 | Лучшая мужская роль второго плана      | Вундеркинды       | Номинация |
| Премия Гильдии киноактёров США  | 2000 | Лучший актёрский состав в игровом кино | Правила виноделов | Номинация |
| Премия Гильдии киноактёров США  | 2004 | Лучший актёрский состав в игровом кино | Фаворит           | Номинация |
| Ассоциация кинокритиков Торонто | 2000 | Лучшая мужская роль второго плана      | Вундеркинды       | Победа    |